# Chen Longcan
Chen Longcan (Distrito de Xindu, 21 de Março de 1965) é um mesatenista chinês, campeão asiático em 1988 e vice-campeão mundial em 1985 e campeão de duplas dos Jogos Olímpicos de Seul.